# 小行星29085
小行星29085，又称Sethanne星，位于小行星带。该小行星发现于1979年9月17日，临时编号为1979 SD。该行星得名于美国天文学家Sethanne Howard。
| 前一小行星： (29084)小行星29084 | 小行星列表 | 後一小行星： (29086)小行星29086 |